# UPT I Kuala Pangoh
UPT I Kuala Pangoh is een bestuurslaag in het regentschap Aceh Timur van de provincie Atjeh, Indonesië. UPT I Kuala Pangoh telt 324 inwoners (volkstelling 2010).